# Артеменко Володимир Якович
Володи́мир Я́кович Арте́менко — прапорщик Збройних Сил України, учасник російсько-української війни, що загинув у ході російського вторгнення в Україну в 2022 році.

## Життєпис
Народився 11 січня 1969 року в місті Житомирі. Після закінчення загальноосвітньої школи проходив військову службу в складі 95-ї окремої десантно-штурмової бригади. З 2019 року працював на Житомирському комбінаті силікатних виробів. З початком повномасштабного російського вторгнення в Україну вже 26 лютого 2022 року був призваний до ЗСУ, перебував на передовій. 
Загинув 16 березня 2022 року під час ворожого обстрілу від осколкових поранень в боях за місто Макарів на Київщині. Чин прощання із загиблим відбувся 26 березня 2022 року на Смолянському військовому кладовищі в Житомирі. Наступного дня тут же поховали військовослужбовця 132 окремого розвідувального батальйону Десантно-штурмових військ ЗСУ та підполковника 95-ї окремої десантно-штурмової бригади Максима Богдановича.

## Родина
У загиблого залишилися дружина та рідні.

## Нагороди
- орден «За мужність» III ступеня (2022, посмертно) — за особисту мужність і самовіддані дії, виявлені у захисті державного суверенітету та територіальної цілісності України, вірність військовій присязі.